# El cartel de los sapos
El cartel de los sapos é um filme de drama colombiano de 2011 dirigido e escrito por Carlos Moreno. Foi selecionado como representante da Colômbia à edição do Oscar 2012, organizada pela Academia de Artes e Ciências Cinematográficas.

## Elenco
- Manolo Cardona - Martin
- Tom Sizemore - Sam Mathews
- Juana Acosta - Sofia
- Kuno Becker - Damian
- Diego Cadavid - Pepe Cadena